# Моровск
Мо́ровск (укр. Морівськ) — село в Черниговском районе Черниговской области Украины. Население составляет 626 человек. Орган местного самоуправления — Моровский сельский совет.

## История
Древнерусское городище Моровска находится в южной части современного села на мысу правого берега Десны. Частично раскопано в 1983 году В. П. Коваленко. Городище возникло на рубеже IX—X веков на месте сгоревшего славянского поселка роменской культуры. Мощность культурного слоя составляет до 1,25 м. К городищу примыкает открытый посад площадью около 10 га. Рядом располагался курганный могильник (сохранилась только одна насыпь). Моровск (древнерусский Моровийск) известен по летописи с 1139 года. В 1175 году Моровск был сожжён во время княжеских усобиц и, по-видимому, до конца XVI века не восстанавливался.
По Благовещенскому перемирию 1503 года эта территория вместе с третью всех владений Великого княжества Литовского вошла в состав Русского государства. Согласно польским данным, Моровск восстановлен в 1594 году как сторожевая пограничная крепость. В Книге Большому Чертежу значится Муромском. Согласно мнению, впервые высказанному Вс. Ф. Миллером, былинный богатырь Илья Муромец в самых ранних упоминаниях носит эпитет Муравленин / Моравлянин, поэтому назван именно по Моровску, а не по Мурому Владимирскому.
В 1604 году пограничный Моровск первым из российских городов сдался перешедшему здесь с войском границу Лжедмитрию I. По итогам русско-польской войны 1609—1618 годов вместе со всей Северской землёй отошёл к Речи Посполитой. В 1648 году вошёл в состав Гетманщины, став центром особой сотни Киевского полка. В 1654 году после Переяславской рады вновь в составе Российского государства.
С 1917 в составе УНР. С 1918 — в составе УССР (затем — СССР).
Со 2 сентября 1941 года на рубеже от Моровска до Выползова, на правом берегу Десны на фронте 20 километров, держала оборону от германских войск 41-я стрелковая дивизия.

## Достопримечательности
Уникальная заповедная зона "Моровское" (160 га), где разводят экзотических животных.

## Известные уроженцы Моровска
- Композитор Григорий Пономаренко.